# Sphaerodactylus lazelli
Sphaerodactylus lazelli är en ödleart som beskrevs av  Shreve 1968. Sphaerodactylus lazelli ingår i släktet Sphaerodactylus och familjen geckoödlor. Inga underarter finns listade i Catalogue of Life.